# Shania Twain
Shania Twain (Windsor (Ontario), 28 augustus 1965), eigenlijke naam Eilleen Regina Twain, is een Canadese zangeres.

## Biografie
Shania werd geboren als Eilleen Regina Edwards en was het tweede kind van een gezin met vijf kinderen. Haar vader was een halfbroer van de Nederlandse zanger Henk Wijngaard. Ze groeide op in Timmins, Ontario, Canada.

### Jonge jaren
Toen Twain twee jaar was, scheidden haar ouders. Haar moeder hertrouwde met Jerry Twain, een Ojibwa-indiaan. Hij adopteerde Eilleen en voedde haar op. Later nam ze zijn achternaam aan. Vanaf haar achtste jaar trad ze op in allerlei clubs, gemeenschapshuizen en voor radiostations. Vader en moeder Twain leefden in uiterste armoede en verkeerden niet in de luxe om haar kinderjaren met spelen te vullen. Toen Shania 22 jaar was, verloor ze haar beide ouders door een auto-ongeluk. Ze nam de zorg voor haar jongere zus en twee jongere broers (13 en 14 jaar) op zich. Ze kocht een huis en vervulde haar zuster-/moederrol totdat haar broers en zus op eigen benen konden staan. Toen dat zover was, besloot Shania om haar droom om zangeres te worden te verwezenlijken. 
Ze begon haar carrière als countryzangeres. Haar eigen naam Eilleen veranderde ze in Shania omdat die naam beter paste in combinatie met de achternaam Twain. Er wordt wel beweerd dat Shania in de taal van de Ojibwa-indianen "Ik ben onderweg/op weg" betekent, maar hierover is veel onduidelijkheid. Haar biograaf, Robin Eggar, schrijft hierover dat er noch in de Ojibwa-taal noch in het Cree een term voorkomt die klinkt als 'shania' en die deze betekenis heeft.

### Seksueel misbruik
Shania is openhartig geweest over het fysiek geweld en seksueel misbruik in haar jeugd. In 2022 onthulde ze dat ze vanaf haar 10e levensjaar seksueel misbruikt is door haar stiefvader. Zo vertelde ze over dat ze er alles aan deed om thuis niet op te vallen als meisje en vrouw. Ze schaamde zich daardoor voor het zijn van een vrouw. Aan het begin van haar muzikale carrière heeft ze het dan ook erg moeilijk gehad met de aandacht die ze kreeg om haar uiterlijk. 
Na het overlijden van haar ouders vindt ze het dan ook erg belangrijk om te zingen over vrouwelijkheid. 

### Eerste opname
Door haar manager kwam Twain in contact met Norro Wilson en Buddy Canon van Mercury Records. De door haar opgenomen demo bleek redelijk overtuigend en leidde rechtstreeks tot de verschijning van haar eerste album in 1993. Dit album, Shania Twain, boekte weinig succes. Er stond slechts één nummer op dat door Shania zelf geschreven is, namelijk God Ain't Gonna Getcha for That. Later zou blijken dat ze met haar eigen nummers meer succes zou bereiken.

### The Woman In Me
In 1993 ontmoette Shania producer Robert John "Mutt" Lange die op dat moment bekendheid had gekregen door mee te werken aan de platen van o.a. AC/DC en Bryan Adams. Samen met hem schreef ze verschillende nummers voor haar tweede album The Woman in Me. De muzikale samenwerking leidde al gauw tot een romance en eind 1993 stappen de twee in het huwelijksbootje. Het album werd begin 1995 uitgebracht en betekende een grote doorbraak voor de zangeres in Canada, Amerika en Australië. Nummers als Whose bed have your boots been under? en Any man of mine beklommen de hitlijsten en van het album werden zo'n 12 miljoen exemplaren verkocht. In 1996 ontving Shania een Grammy voor dit album.

### Come On Over
Haar derde album Come On Over werd nog beter verkocht (41 miljoen exemplaren wereldwijd, waarvan 20 miljoen in de VS) en was het album waarmee Shania ook Europa veroverde. Het is het op vier na best verkochte album aller tijden en het best verkochte album ooit door een vrouwelijke artiest. In Nederland stond het album tussen 1998 en 2000 132 weken lang in de Album Top 100, waarmee het het op twee na het langst genoteerde album aller tijden (aan één stuk) in de lijst is. Door uitgebrachte hits als You're Still the One, That don't impress me much en Man! I Feel Like a Woman! kreeg Shania de status van een superster. Na het album volgde een tour van bijna een jaar, met 161 shows. Van het concert in Dallas op 12 september 1998 werd een opname gemaakt, die op video en dvd verscheen onder de naam LIVE. De videoclips van Honey, I'm Home en Come On Over zijn gedurende dit concert opgenomen. Tijdens een concert in Ottawa trad een 14-jarig meisje met Shania op, omdat ze via een radiowedstrijd gewonnen had. Dat meisje werd later bekend als Avril Lavigne.

### Up!
In 2002 kwam Shania met een nieuw album genaamd Up!, dat in drie verschillende edities uitgebracht werd, namelijk een pop-, country- en wereldmuziekversie. Qua verkoop scoorde Up! minder goed dan Come On Over, maar het werd met de verkoop van 12 miljoen exemplaren wel gezien als een waardige opvolger. Shania gaf zelf al aan dat ze zich na het succes van Come On Over niet meer hoefde te bewijzen, zoals ze bij het album The Woman In Me wel moest doen. Ook na Up! volgde een tour, die bijna een jaar duurde, met 113 shows in 13 verschillende landen. Dit keer werd ook Nederland aangedaan, met twee uitverkochte concerten in Ahoy Rotterdam. Op 27 juli 2003, een maand voordat de tour begon, werd er in Chicago al een gratis openluchtconcert gegeven ter promotie van het album en de tour. Dit concert verscheen op dvd met de naam Up! Live in Chicago. De videoclips van She's not just a pretty face en It only hurts when I'm breathing zijn op deze avond opgenomen. 
In 2004 kreeg ze een ster op Canada's Walk of Fame. Ook werd er een Greatest Hits-album uitgebracht. Een ster op de Hollywood Walk of Fame volgde in 2011.

### Tegenslagen
Tijdens het Amerikaanse gedeelte van de tour in 2003 werd Shania gebeten door een teek waarbij ze de ziekte van Lyme opliep. Hierdoor liep ze een beschadiging aan haar stembanden op, die met therapie verholpen moest worden. Tot overmaat van ramp bleek haar echtgenoot een affaire te hebben met haar beste vriendin. Een echtscheiding werd in 2008 aangevraagd. Hierna vond Shania opnieuw het geluk en trouwde ze met Frédéric Thiébaud, de inmiddels ex-echtgenoot van haar beste vriendin.
In 2018 heeft ze twee open keeloperaties ondergaan. Haar stem klinkt hierdoor anders en lager dan voorheen. Maar ze is erg blij weer te kunnen zingen. Wel geeft ze aan af en toe problemen te hebben met praten. 

### Comeback
In het voorjaar van 2011 vertoonde de Amerikaanse zender OWN de zesdelige televisieserie Why not? with Shania Twain, die Twain volgde tijdens de verwerking van haar moeilijke jeugd en echtscheiding. Ook is te zien hoe haar single Today Is Your Life tot stand gekomen is en hoe ze overweegt om opnieuw te gaan optreden in Las Vegas. Twain kampte op dat moment nog met een aandoening aan de stembanden, die spreken en zingen bemoeilijkte. Op 8 juni 2011 werd tijdens een persconferentie in de Country Music Hall of Fame bekendgemaakt dat Twain twee jaar lang zou gaan optreden in het Colosseum van Caesars Palace met haar show Still the One. Op 26 augustus 2013 gaf Twain in een interview aan Good Morning America aan wel genoeg nummers te hebben voor een nieuw album, maar nog zoekende te zijn naar een producer.
Eind 2016 maakte Twain bekend dat ze het jaar erop een nieuw album zou uitbrengen. Dat gebeurde uiteindelijk in september 2017. De plaat verscheen onder de titel Now en was Twains meest persoonlijke werk tot dan toe. Alle liedjes op het album schreef ze zelf, zonder de hulp van andere songwriters. De eerste single Life's About To Get Good verscheen enkele maanden voor de release. Het album bereikte een week na de releasedatum de #1 positie in Canada, Australië, Schotland, Engeland en de Verenigde Staten. 
In het voorjaar van 2018 begon Twain met de Shania Now Tour waarbij ze dit keer sinds lange tijd ook weer diverse Europese landen aandeed, waaronder Nederland (Ziggo Dome) en België (Sportpaleis).
In juli 2022 verscheen er een documentaire over Shania Twain op Netflix: Not Just A Girl. Naast de documentaire werden ook een single en een compilatiealbum uitgebracht met dezelfde titel. In september werd de single Waking Up Dreaming uitgebracht en in oktober de promotrack Last Day Of Summer. Beide nummers zijn afkomstig van Shania's zesde studioalbum Queen Of Me dat op 3 februari 2023 werd uitgebracht. Om het album te ondersteunen ging de zangeres weer op wereldtournee, alleen sloeg ze Nederland dit keer over.
In datzelfde jaar volgde een verrassende samenwerking met zangeres Anne-Marie. De twee namen samen het nummer Unhealthy op. Het lied schopte het in het najaar van 2023 tot de tweede plaats in de Top 40.

### Persoonlijk leven
In 2001 beviel Shania van een zoon genaamd Eja en verhuisde naar Zwitserland, nabij Montreux. Ook kocht Twain met haar toenmalige echtgenoot een ranch met schapen in Nieuw-Zeeland, bij Lake Wanaka.  Eind 2006 deed Shania haar Château de Sully in La Tour-de-Peilz van de hand. Een aantal kilometers verderop in Corseaux (eveneens aan het meer van Genève) kocht ze een kleiner huis. Ze bleef met man en zoon in Zwitserland wonen. Als reden voor de verkoop werden rust, privacy en de zo door Shania geliefde paardensport genoemd. Op 15 mei 2008 maakte Twains manager bekend dat Mutt en zij na een huwelijk van veertien jaar gingen scheiden. Mutt bleek een relatie te hebben met Marie-Anne Thiébaud, een toenmalige werknemer van de zangeres. Op 1 januari 2011 hertrouwde Twain in Puerto Rico met Frédéric Thiébaud, die gescheiden was van Marie-Anne, de minnares van Shania's ex.

### Boek
In het voorjaar van 2011 gaf uitgever Atria Books een biografie uit over Twain. Daarin komen onder meer haar doorbraak in de muziekindustrie, haar moeilijke jeugd en de scheiding van haar echtgenoot aan bod.

## Discografie

### Albums
| Album met eventuele hitnotering(en) in de Nederlandse Album Top 100 | Datum van verschijnen | Datum van binnenkomst | Hoogste positie | Aantal weken | Opmerkingen                                     |
| ------------------------------------------------------------------- | --------------------- | --------------------- | --------------- | ------------ | ----------------------------------------------- |
| Come on Over                                                        | 04-11-1997            | 07-03-1998            | 1(7wk)          | 132          | 5x Platina                                      |
| VH-1 Divas Live                                                     | 06-10-1998            | 17-10-1998            | 6               | 33           | met Céline, Gloria, Aretha & Mariah / Livealbum |
| The Woman in Me                                                     | 07-02-1995            | 10-07-1999            | 46              | 12           |                                                 |
| On the Way                                                          | 17-09-1999            | 09-10-1999            | 65              | 3            |                                                 |
| Up!                                                                 | 17-11-2002            | 23-11-2002            | 8               | 52           | Platina                                         |
| Greatest Hits                                                       | 05-11-2004            | 13-11-2004            | 14              | 15           | Verzamelalbum                                   |
| Now                                                                 | 27-09-2017            | 07-10-2017            | 22              | 1            |                                                 |
| Queen of Me                                                         | 03-02-2023            |                       |                 |              |                                                 |

| Album met hitnotering(en) in de Vlaamse Ultratop 200 albums | Datum van verschijnen | Datum van binnenkomst | Hoogste positie | Aantal weken | Opmerkingen                                     |
| ----------------------------------------------------------- | --------------------- | --------------------- | --------------- | ------------ | ----------------------------------------------- |
| VH-1 Divas Live                                             | 1998                  | 17-10-1998            | 6               | 20           | met Céline, Gloria, Aretha & Mariah / Livealbum |
| Come on Over                                                | 1997                  | 29-05-1999            | 1(12wk)         | 67           |                                                 |
| Up!                                                         | 2002                  | 30-11-2002            | 5               | 10           |                                                 |
| Greatest hits                                               | 2004                  | 20-11-2004            | 18              | 22           | Verzamelalbum                                   |
| Now                                                         | 2017                  | 07-10-2017            | 39              | 6            |                                                 |

### Singles
| Single met eventuele hitnotering(en) in de Nederlandse Top 40 | Datum van verschijnen | Datum van binnenkomst | Hoogste positie | Aantal weken | Opmerkingen                                     |
| ------------------------------------------------------------- | --------------------- | --------------------- | --------------- | ------------ | ----------------------------------------------- |
| You're Still the One                                          | 27-01-1998            | 02-05-1998            | 10              | 27           | Nr. 10 in de Single Top 100                     |
| From This Moment On                                           | 14-03-1998            | 24-10-1998            | tip2            | -            | Nr. 53 in de Single Top 100                     |
| That Don't Impress Me Much                                    | 18-05-1999            | 05-06-1999            | 2               | 15           | Nr. 2 in de Single Top 100 / Alarmschijf        |
| Man! I Feel Like a Woman!                                     | 03-1999               | 11-09-1999            | 7               | 14           | Nr. 10 in de Single Top 100                     |
| Don't Be Stupid (You Know I Love You)                         | 14-02-2000            | 11-03-2000            | 29              | 4            | Nr. 19 in de Single Top 100                     |
| I'm Gonna Getcha Good!                                        | 04-11-2002            | 23-11-2002            | 12              | 14           | Nr. 15 in de Single Top 100                     |
| Ka-Ching!                                                     | 17-02-2003            | 15-03-2003            | 15              | 11           | Nr. 11 in de Single Top 100                     |
| Forever and for Always                                        | 10-06-2003            | 05-07-2003            | tip2            | -            | Nr. 44 in de Single Top 100                     |
| Thank You Baby! (For Makin' Someday Come So Soon)             | 11-08-2003            | -                     |                 |              | Nr. 48 in de Single Top 100                     |
| Party for Two                                                 | 24-10-2004            | -                     |                 |              | met Mark McGrath / Nr. 44 in de Single Top 100  |
| White Christmas                                               | 2015                  | -                     |                 |              | met Michael Bublé / Nr. 43 in de Single Top 100 |
| Unhealthy                                                     | 2023                  | 21-07-2023            | 2               | 22*          | met Anne-Marie                                  |

| Single met hitnotering(en) in de Vlaamse Ultratop 50 | Datum van verschijnen | Datum van binnenkomst | Hoogste positie | Aantal weken | Opmerkingen                 |
| ---------------------------------------------------- | --------------------- | --------------------- | --------------- | ------------ | --------------------------- |
| You're Still the One                                 | 1998                  | 04-04-1998            | 16              | 13           | Nr. 16 in de Radio 2 Top 30 |
| When                                                 | 1998                  | 18-07-1998            | tip12           | -            |                             |
| That Don't Impress Me Much                           | 1999                  | 08-05-1999            | 1(3wk)          | 19           | Nr. 1 in de Radio 2 Top 30  |
| Man! I Feel like a Woman!                            | 1999                  | 11-09-1999            | 16              | 13           | Nr. 16 in de Radio 2 Top 30 |
| Don't Be Stupid (You Know I Love You)                | 1999                  | 18-12-1999            | tip6            | -            |                             |
| I'm Gonna Getcha Good!                               | 2002                  | 16-11-2002            | 25              | 13           | Nr. 12 in de Radio 2 Top 30 |
| Ka-Ching!                                            | 2003                  | 08-03-2003            | tip6            | -            |                             |
| Up!                                                  | 08-03-2004            | 17-04-2004            | tip11           | -            |                             |
| Party for Two                                        | 2004                  | 06-11-2004            | tip5            | -            | met Mark McGrath            |
| Don't!                                               | 2004                  | 26-02-2005            | tip15           | -            |                             |
| Endless Love                                         | 27-02-2012            | 28-04-2012            | tip77           | -            | met Lionel Richie           |
| Life's About to Get Good                             | 2017                  | 29-07-2017            | tip26           | -            |                             |
| Forever and Ever, Amen                               | 2021                  | 29-03-2021            | tip             | -            | met Ronan Keating           |
| Unhealthy                                            | 2023                  | 21-07-2023            | 4*              | 9*           | met Anne-Marie              |

### NPO Radio 2 Top 2000
| Nummers met noteringen in de NPO Radio 2 Top 2000 | '01 | '02 | '03 | '04 | '05  | '06  | '07  | '08  | '09  | '10  | '11  | '12-'22 | '23  | '24  |
| ------------------------------------------------- | --- | --- | --- | --- | ---- | ---- | ---- | ---- | ---- | ---- | ---- | ------- | ---- | ---- |
| From This Moment On                               | -   | -   | -   | -   | 1430 | 1199 | 1308 | 1733 | 1674 | 1714 | 1921 | -       | -    | -    |
| Man! I Feel Like a Woman!                         | 717 | 602 | 676 | 625 | 760  | 1128 | 1575 | 937  | 1767 | 1685 | -    | -       | 1848 | -    |
| That Don't Impress Me Much                        | -   | -   | -   | -   | -    | 1948 | -    | -    | -    | -    | -    | -       | -    | -    |
| You're Still the One                              | 847 | 634 | 672 | 651 | 790  | 1067 | 1227 | 897  | 1796 | 1619 | -    | -       | -    | 1953 |

1. ↑  Een '-' betekent dat het nummer niet was genoteerd en een vetgedrukt getal geeft de hoogste notering van een nummer aan.
2. ↑  2001 was het eerste jaar met een notering voor Shania Twain.

### Dvd's
- LIVE (1998)
- The Platinum Collection (1999)
- The Specials (2000)
- Up! Live in Chicago (2003)
- Up! Close & Personal (2004)
- Still the One - Live from Vegas (2015)

| Dvd's met hitnoteringen in de DVD Top 30 | Datum van verschijnen' | Datum van binnenkomst | Hoogste positie | Aantal weken | Opmerkingen |
| ---------------------------------------- | ---------------------- | --------------------- | --------------- | ------------ | ----------- |
| LIVE                                     | 1998                   | 13-01-2001            | 3               | 13           |             |
| Up! Live in Chicago                      | 2003                   | 16-12-2003            | 17              | 13           |             |
| Still the One - Live from Vegas          | 2015                   | 07-03-2015            | 1(1wk)          | 33           |             |

| Dvd's met hitnoteringen in de Vlaamse Ultratop muziek-dvd top 10/20 | Datum van verschijnen | Datum van binnenkomst | Hoogste positie | Aantal weken | Opmerkingen |
| ------------------------------------------------------------------- | --------------------- | --------------------- | --------------- | ------------ | ----------- |
| Up! Live in Chicago                                                 | 2004                  | 19-06-2004            | 9               | 1            |             |

## Trivia
- Tijdens de opnames van de videoclip From this moment on trok Twain per ongeluk een deurknop van de deur af. Dit is te zien op de dvd The platinum collection.
- In 2003 trad Twain op in de National Football League's Super Bowl-halftimeshow; ze playbackte Man! I feel like a woman en Up!. Haar outfit was gebaseerd op de kleding die ze droeg in de videoclip van Man! I feel like a woman.
- Twain schreef samen met haar ex-echtgenoot en Robert Mutt Lange ook mee aan het liedje Don't let me be the last to know, dat opgenomen is door Britney Spears. Dit liedje staat op geen van Twains cd's.
- Liedjes van Twain komen onder andere voor in de films Twister, Notting Hill, Waking up in Reno en An unfinished life.
- Zelf komt Twain enkele seconden voor in de film I Heart Huckabees (ook wel I love Huckabees genoemd).
- Op 12 november 2004 was ze in Nederland om de eerste steen omver te werpen bij Domino Day.
- Tineke Schouten persifleerde Twain in 2000 tijdens de show Showiesjoo.
- De Groninger zanger en truckchauffeur Henk Wijngaard is een oom van Shania Twain.[7]